# Międzynarodowa nazwa niezastrzeżona
Międzynarodowa nazwa niezastrzeżona (ang. international nonproprietary name, INN) – oficjalna niezastrzeżona nazwa substancji farmaceutycznej lub substancji czynnej leku, rekomendowana (zalecana) w nazewnictwie przez Światową Organizację Zdrowia (WHO). Każda nazwa INN jest unikatowa, ogólnie uznana i jest własnością publiczną.
Stosowane są również skróty pINN (proposed international nonproprietary name – proponowana międzynarodowa nazwa niezastrzeżona) oraz rINN (recommended international nonproprietary name – rekomendowana międzynarodowa nazwa niezastrzeżona).
Istnienie międzynarodowej nomenklatury substancji farmaceutycznych, w postaci INN, jest ważne dla jednoznacznej identyfikacji, bezpieczeństwa dotyczącego recept i wydawania leków dla pacjentów, oraz dla komunikacji i wymiany informacji między pracownikami służby zdrowia i naukowcami na całym świecie. 
System INN został zainicjowany w 1950 roku przez rezolucję Światowego Zgromadzenia Zdrowia (World Health Assembly). Pierwsza lista międzynarodowych nazw niezastrzeżonych dla substancji farmaceutycznych została opublikowana w 1953 roku. W 2014 roku skumulowana lista INN wynosiła około 8600 nazw, rocznie przybywa około 120-150 nowych.
WHO publikuje międzynarodowe nazwy niezastrzeżona (INN) w języku angielskim, łacińskim, francuskim, hiszpańskim, rosyjskim, arabskim i chińskim.
Na przykład leki o nazwach handlowych Brufen, Bufenik, Dolgit, Ibalgin, Ibufen, Ibum, Ibumax, Ibupar, Ibuprom, Ifenin, Kidofen, MIG, Milifen, Nurofen, Pedea, Pediprofen, Spedifen, posiadają taką samą substancję czynną. Substancja ta ma rekomendowane międzynarodowe nazwy niezastrzeżone (INN):
- Ibuprofenum (łac.)
- Ibuprofen (ang.)
- Ibuprofene (fr.)
- Ibuprofeno (hiszp.)

Często międzynarodowe nazwy niezastrzeżone substancji (zwłaszcza angielskie) są wykorzystywane do tworzenia nazw handlowych preparatów, poprzez dodanie nazwy producenta (podmiotu odpowiedzialnego), np. Ibuprofen Aflofarm, Ibuprofen Banner, Ibuprofen Farmalider, Ibuprofen Galpharm, itd.